# Kallhäll (stacja kolejowa)

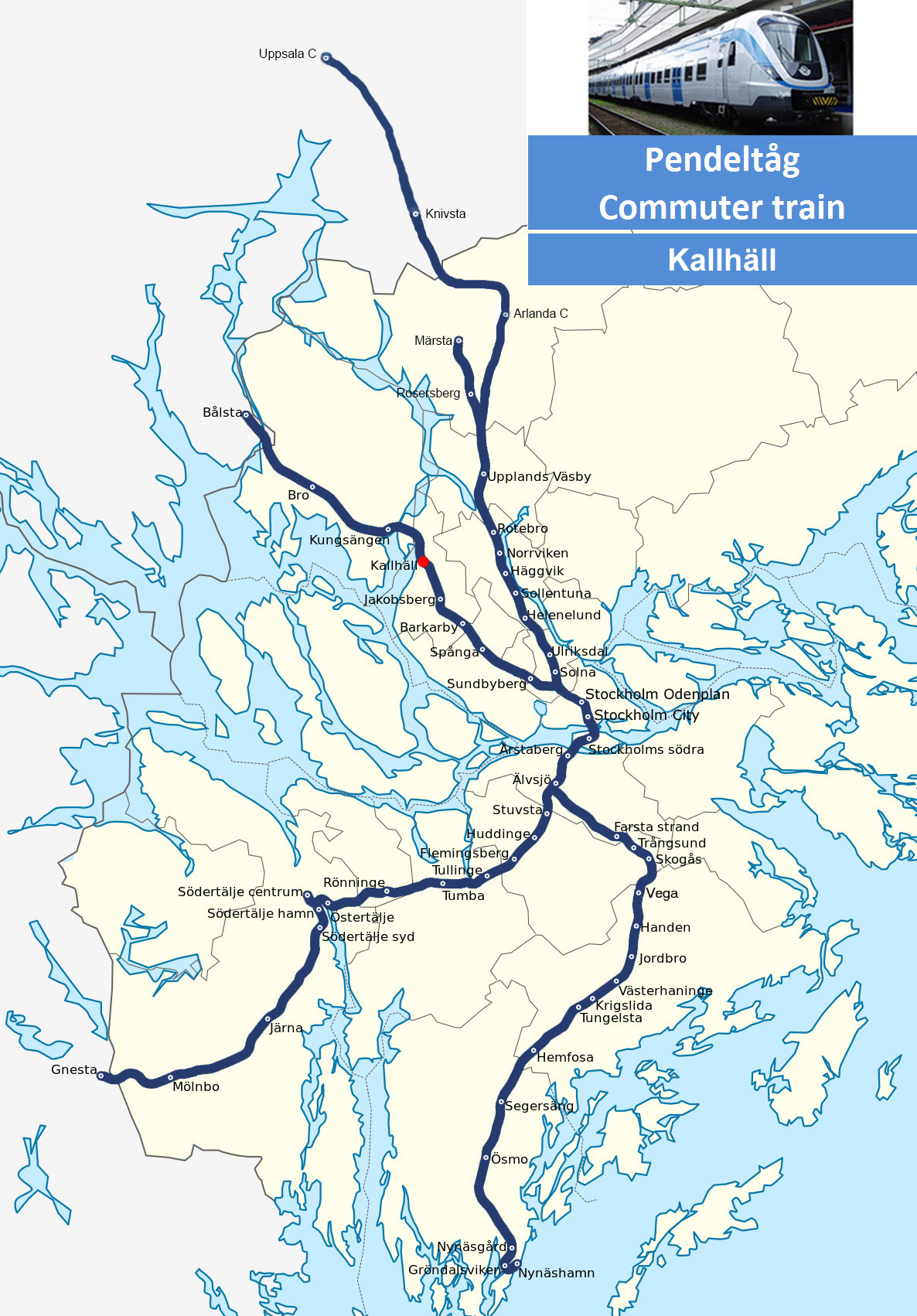
Położenie stacji na sieci Stockholms pendeltåg

Kallhäll – stacja kolejowa w Gminie Järfälla, w dzielnicy Kallhäll-Stäket, w regionie Sztokholm, w Szwecji. Znajduje się na Mälarbanan 21,2 km od Stockholms centralstation. Położona jest bezpośrednim sąsiedztwie centrum Kallhäll oraz jest obsługiwana również przez kilka linii autobusowych. Dziennie obsługuje około 4 000 pasażerów. Stacja jest obecnie (2014 r.) w fazie przebudowy.

## Linie kolejowe
- Mälarbanan